# Vitaceae

Vitaceae este o familie de plante angiosperme dicotiledonate. Numele familiei este derivat de la genul Vitis. Ea include plante lemnoase, adesea agățătoare prin cârcei (liane). Frunzele sunt alterne, stipelate, cel mai des palmat divizate. Florile sunt mici, actinomorfe, pe tipul 4 sau 5, grupate în inflorescențe cimoase sau racemo-cimoase. Ele au stamine epipetale, gineceu bicarpelar, ovar bilocular, cu cate doua ovule anatrope in fiecare loja, cu glande sau disc nectarifer prezent la baza ovarului, între filamentele staminale. Fructul este o bacă.